# أمينة لوكلير
أمينة ندياي لوكلير (بالفرنسية: Amina N'Diaye-Leclerc)‏ (من مواليد عام 1952) هي مخرجة وفنانة سنغالية تعيشُ في فرنسا.

## الحياة المُبكّرة
ولدت أمينة ندياي لوكلير في كاولاك عام 1952 وهي ابنة المحامي والسياسي السنغالي فالديوديو ندياي. تُعتبر أمينة ندياي من أصل فرنسي سنغالي، وكانت قد درست اللغة الإسبانية وآدابها في مدينة تولوز. بعد فترةٍ من العمل كوكيلٍ تجاري لشركة طيران أفريقيا (بالإنجليزية:  Air Africa)‏، بدأت أمينة العمل في صناعة الأفلام في عام 1991، كما بدأت الرسم والفنون التشكيليّة في عام 2000.

## قائمة أعمالها
شاركت أمينة مع إريك كلوي في إخراج فيلم استقلال السنغال (بالفرنسية: l'indépendance du Sénégal)‏.